# Ionopsidium abulense
Ionopsidium abulense är en korsblommig växtart som först beskrevs av Carlos Pau, och fick sitt nu gällande namn av Werner Hugo Paul Rothmaler. Ionopsidium abulense ingår i släktet Ionopsidium och familjen korsblommiga växter. Inga underarter finns listade i Catalogue of Life.